# Сторожовий собака

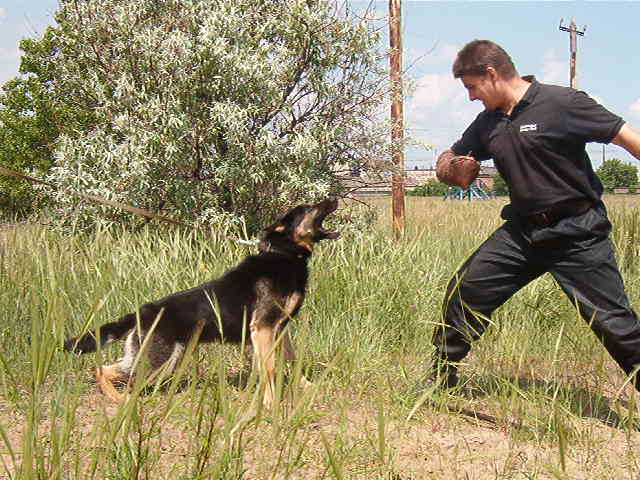
Дресирування собак для захисно-караульної служби

Захисно-караульна служба призначається для охорони речей, захисту власника (дресирувальника), затримання, конвоювання і охорони людей, обшуку місцевості та вибірки речей.
Для захисно-караульної служби найслушніше підходить східноєвропейська (німецька) вівчарка. Крім того, цю службу успішно несуть південноросійська вівчарка, колі, ротвейлер, ердельтер'єр. Собаки мають бути фізично міцні, росляві, достатньо збудливі, з добрим нюхом, слухом, зором і віком не старші від 3 років.
До спеціальних навичок захисно-караульних собак належать: вибирання речей за індивідуальним запахом людини; обшук місцевості; охорона речей; недовіра до сторонніх людей; навички затримання, охорони, конвоювання людей і захисту дресирувальника.

## Вибирання речей людини за її запахом
Привчання собаки до вибирання речей за запахом має на меті: виробити у собаки навичку принюхуватися за командою «Нюхай!»; привчити його до чіткого вирізнення індивідуального запаху людини поміж інших запахів; привчити за певним запахом відбирати річ із таким самим запахом і приносити її дресирувальнику.
Умовними подразниками під час вироблення цієї навички є команда «Нюхай!» і жест — викидання правою руки в бік предметів, розкладених для вибирання. Допоможні умовні подразники — команда «Апорт!»; предмет дресирувальника, що відповідає цій команді, вигук «Добре!». Безумовні подразники — ласощі й погладжування.
У перший період дресирування в собаки виробляється навичка вибирати речі за запахом свого дресирувальника, для чого використовується апортувальний предмет. Помічник дресирувальника на відкритому місці, де немає будь-яких сильних запахів та інших подразників, кладе в один ряд на відстані 20 — 30 сантиметрів одне від одного 2 — 3 предмети, аналогічних апортувальному предметові дресирувальника.